# Denkmalgeschützte Objekte im Bezirk Kirchdorf
Im Bezirk Kirchdorf bestehen 315 denkmalgeschützte Objekte. Die unten angeführte Liste führt zu den Gemeindelisten und gibt die Anzahl der Objekte an.
| Gemeindeliste                | Objektanzahl |
| ---------------------------- | ------------ |
| Edlbach                      | 0            |
| Grünburg                     | 38           |
| Hinterstoder                 | 7            |
| Inzersdorf im Kremstal       | 2            |
| Kirchdorf an der Krems       | 16           |
| Klaus an der Pyhrnbahn       | 10           |
| Kremsmünster                 | 41           |
| Micheldorf in Oberösterreich | 33           |
| Molln                        | 22           |
| Nußbach                      | 4            |
| Oberschlierbach              | 4            |
| Pettenbach                   | 17           |
| Ried im Traunkreis           | 7            |
| Rosenau am Hengstpaß         | 6            |
| Roßleithen                   | 5            |
| St. Pankraz                  | 4            |
| Schlierbach                  | 9            |
| Spital am Pyhrn              | 24           |
| Steinbach am Ziehberg        | 5            |
| Steinbach an der Steyr       | 16           |
| Vorderstoder                 | 3            |
| Wartberg an der Krems        | 8            |
| Windischgarsten              | 34           |